# チャールズ・コレット
チャールズ・ベンジャミン・コレット（英語: Charles Benjamin Collett、1871年9月10日 - 1952年4月5日）は、イギリスの鉄道技術者で、1922年から1941年までグレート・ウェスタン鉄道の主任技師長を務めた。彼が設計した代表的な形式は、車軸配置4-6-0の4073形（キャッスル級）や6000形（キング級）の両急行旅客用蒸気機関車であった。

## 経歴
コレットの先任者であるジョージ・チャーチウォードは、スウィンドン工場からグレート・ウェスタン鉄道へ一連の一流で革新的な機関車を送り出し、1920年代初頭にはほぼ間違いなくグレート・ウェスタン鉄道の2シリンダーあるいは4シリンダーの車軸配置4-6-0の機関車の設計は、他のイギリスの鉄道会社のどの形式よりも本質的に優れていた。
1922年にチャーチウォードは引退し、コレットが優秀で標準化された設計という遺産を継承した。しかし、費用が高騰しており、また収入は落ち込んでいたため、1921年鉄道法により鉄道会社が合併してグループ化される以前に造られた多くの形式を合理化し、またより強力な機関車を開発する必要性があった。コレットは現実的な開発を行う技術者であり、彼はチャーチウォードの設計を基に発展させ、セイント級からホール級を、そしてスター級からキャッスル級を開発した。彼はまた、多くのパニアタンク機関車など、より小型の機関車にも責任を負っていた。
1926年に、重い急行列車を毎時60マイル（約97 km/h）の平均速度で牽引するため、キャッスル型よりいくらか大型の機関車が必要となった。ゼネラルマネージャーのフェリックス・ポールはコレットに対して、キャッスル級の設計をさらに改良して「スーパー・キャッスル級」を造るように依頼した。この結果が車軸配置4-6-0のキング級で、1927年6月にスウィンドン工場から送り出された。これはグレート・ウェスタン鉄道がかつて広軌を採用していた名残により利用できた、最大の車両限界を利用して設計されている。結果的にこの機関車はかつて見ない大きさとなり、またチャーチウォードの4シリンダーコンセプトの究極の発展形となった。キング級は、イギリスで走行したことのある車軸配置4-6-0の機関車では、もっとも重く（138トン）、もっとも大きな引張力（40,300ポンド重、約18.3トン）を発揮した。しかしその巨大さのために、キング級はグレート・ウェスタン鉄道の中でも限られた主要路線のみに走行が限られていた。1931年には同じ車両限界を利用して、コレットはロンドンとプリマスを結ぶボート・トレインに使うスーパーサルーン客車を設計した。

## 遺産
コレットは同時代の技術者や後の鉄道史家から、設計においてほんのわずかしか革新をもたらさず、その代わりにどの場合でもチャーチウォードの設計に忠実であった、と批判を受けてきた。これは間違いなく、コレットが引退した時点でグレート・ウェスタン鉄道の機関車群の優位性はより新しい設計、特にかつてスウィンドン工場で働いていて1932年にロンドン・ミッドランド・アンド・スコティッシュ鉄道（LMS）に移り、チャーチウォードの設計をLMSに持ち込んで、その後の蒸気機関車の技術の進歩とともにそれを発展させたウィリアム・ステニアの機関車に比べると、失われてしまったということを意味している。